# Anne-Jules de Noailles
Anne Jules de Noailles, hertig av Noailles, född den 5 februari 1650 i Paris, död den 2 oktober 1708 i Versailles, var en fransk hertig och militär.

## Biografi
Anne-Jules de Noailles var son till Anne de Noailles, bror till Louis-Antoine de Noailles "Cardinal de Noailles" samt far till Adrien Maurice de Noailles "hertig av Noailles" och Marie Victoire de Noailles.
Han kallades under faderns livstid "greve av Ayen" och utmärkte sig som styresman över Languedoc 1682–1689 för relativ mildhet mot hugenotterna, mot vilka han dock i stor utsträckning tillämpade dragonadsystemet. Han förde 1689–1695, utan avgörande framgång, befälet över den franska armé, som opererade i Katalonien. År 1693 blev han marskalk av Frankrike.

## Barn
1. Marie Christine de Noailles (1672–1748), gift med Antoine de Gramont, Hertig av Gramont;
2. Louis Marie de Noailles (f. 1675);
3. Louis Paul de Noailles (f. 1676), greve av Ayen;
4. Marie Charlotte de Noailles (1677–1723), gift med (1696) Malo, markis av Coëtquen;
5. Adrien Maurice de Noailles, Hertig av Noailles (1678–1766), gift med Françoise Charlotte d'Aubigné,
6. Anne Louise de Noailles (f. 1679);
7. Jean Anne de Noailles (f. 1681);
8. Julie Françoise de Noailles (f. 1682);
9. Lucie Félicité de Noailles (f. 1683), gift med Victor Marie d'Estrées, Hertig av Estrées (1660–1737),
10. Marie Thérèse de Noailles (f. 1684–1784), gift med Charles François de la Baume Le Blanc, Hertig av La Vallière;
11. Emmanuel Jules de Noailles (1686–1702), Greve av Noailles;
12. Marie Françoise de Noailles (f. 1687), gift med (1703) Emmanuel de Beaumanoir, markis av Lavardin;
13. Marie Victoire de Noailles (1688–1766), gift med (1707) Louis de Pardaillan, markis av Gondrin (1688–1712), och senare med Louis Alexandre de Bourbon (greve av Toulouse);
14. Marie Émilie de Noailles (1689–1723) gift (1713) Emmanuel Rousselet, markis av Châteauregnaud;
15. Jules Adrien de Noailles (1690–1710), greve av Noailles;
16. Marie Uranie de Noailles (f. 1691), nunna;
17. Anne Louise de Noailles (f. 1695) gift med (1716) François Le Tellier, markis av Louvois (död 1719)